# Saut à ski féminin aux Jeux olympiques de 2014
Navigation
Pyeongchang 2018
L'épreuve de saut à ski féminine du tremplin normal aux Jeux olympiques d'hiver de 2014 a lieu le 11 février 2014 à RusSki Gorki. C'est la première fois que les femmes participent aux Jeux olympiques en saut à ski. L'épreuve est disputée sur le tremplin dit « normal » d'une taille de 106 mètres.

## Médaillées
| Épreuve | Or                | Argent                 | Bronze              |
| ------- | ----------------- | ---------------------- | ------------------- |
| HS 106  | Carina Vogt (GER) | Daniela Iraschko (AUT) | Coline Mattel (FRA) |

## Sélectionnées
Dès l'annonce des quotas, la fédération norvégienne annonce que ses trois sauteuses seront Maren Lundby, Helena Olsson Smeby et Line Jahr, écartant du même coup la sauteuse pionnière Anette Sagen des Jeux olympiques, elle qui a été une des personnalités centrales pour que les sauteuses puissent y accéder. Le 3 février, à l'annonce du retrait de la Canadienne Alexandra Pretorius, un quota est libéré, il est proposé à l'équipe norvégienne, qui sélectionne Gyda Enger.
En plus de Jessica Jerome, déjà sélectionnée en remportant le concours de sélection olympique américain en décembre 2013, la sélection américaine comprend Lindsey Van, figure marquante de la lutte pour le saut à ski féminin olympique au même titre que Daniela Iraschko et Anette Sagen ; Sarah Hendrickson viendra également participer au concours olympique, alors qu'elle n'a sauté à nouveau que vers le 20 janvier 2014, cinq mois après sa chute et sa blessure au genou à Oberstdorf en août 2013. Alexandra Pretorius elle aussi relève de blessure et n'a sauté à nouveau qu'en novembre 2013 ; elle est pressentie pour intégrer l'équipe olympique canadienne en compagnie de Taylor Henrich et d'Atsuko Tanaka, mais finalement Pretorius renonce : les canadiennes ne seront que deux aux Jeux.
La Slovénie choisi de sélectionner Maja Vtič, Katja Požun, Eva Logar et Špela Rogelj pour le concours olympique, leur jeune sauteuse aux résultats prometteurs Ema Klinec étant blessée ; Spela Rogelj est préférée à Urša Bogataj, car bien qu'ayant fait jeu égal en cet hiver 2014, elle a montré un niveau supérieur lors des saisons précédentes.
L’équipe allemande est composée de Carina Vogt, Katharina Althaus, de la jeune Gianina Ernst, et de la sauteuse plus expérimentée Ulrike Grässler, sélectionnée aux dépens de Ramona Straub pourtant mieux placée au classement provisoire de la Coupe du monde 2014. Sans surprise, en l’absence de Jacqueline Seifriedsberger blessée, l'Autriche sera représentée par Chiara Hölzl et Daniela Iraschko.
Les autres sauteuses présentes seront Julia Kykkänen pour la Finlande, Irina Avvakumova pour la Russie, et Bigna Windmueller pour la Suisse, qui a obtenu in extremis un quota pour son pays lors du tout dernier concours qualificatif à Zaō grâce à sa troisième place le 19 janvier 2014. Les Françaises Coline Mattel, Julia Clair et Léa Lemare sont aussi sélectionnées par le CNOSF. La squadra azzurra
sera composée des Italiennes Evelyn Insam et Elena Runggaldier.
La favorite japonaise Sara Takanashi est le fer de lance de l'équipe japonaise, accompagné de Yūki Itō et de Yurina Yamada, préférée à Kaori Iwabuchi, Ayumi Watase ou Misaki Shigeno en raison de son meilleur classement au vu des saisons dernières, bien qu'étant derrière elles au classement provisoire de cette saison 2014 de Coupe du monde.

## Favorites

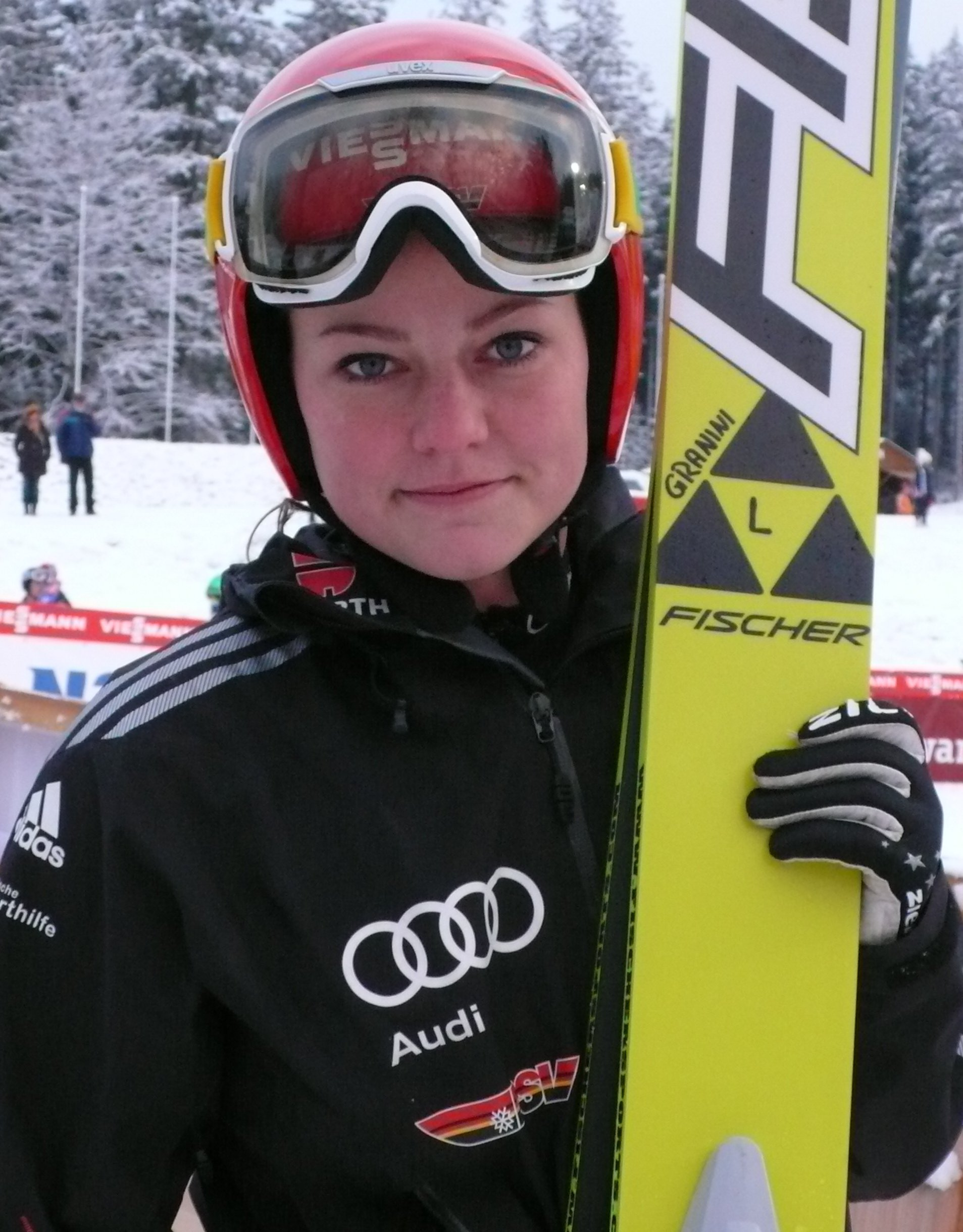
Carina Vogt, une des sauteuse de l'équipe allemande.

La grande favorite est Sara Takanashi, elle est treize fois sur le podium des treize épreuves de Coupe du monde 2014, avec dix victoires ; de plus elle vient de remporter deux médailles d'or aux Championnats du monde junior 2014 à Val di Fiemme, à moins de deux semaines de l'épreuve olympique. Il sera très difficile pour les autres sauteuse de gagner, seule Daniela Iraschko semble capable d'y arriver, mais Carina Vogt et Irina Avvakumova ont également une chance, elles sont favorites pour monter sur le podium, ainsi que Coline Mattel. La championne du monde en titre Sarah Hendrickson sera aussi en compétition, mais personne ne sait à quel niveau elle pourra concourir, car ce sera sa première sortie en compétition depuis sa blessure en août 2013.

## Entraînements
Les sauts d'entraînement du samedi 8 février mettent en avant Sara Takanashi comme prévu, et également Daniela Iraschko qui confirme être capable de la battre. Carina Vogt, Yūki Itō et Maja Vtič se placent en outsiders, puis viennent Coline Mattel et Atsuko Tanaka. Sarah Hendrickson fait sa première apparition publique depuis son accident du mois d'août 2013, avec des sauts parmi les plus courts de ces entraînements ; en raison d'une douleur persistante au genou, elle saute avec un élan moindre que les autres sauteuses,.
Le dimanche 9 février, Takanashi, Iraschko, Vogt et Itō confirment leurs capacités en vue du concours olympique, tandis que Maja Vtič est un peu en retrait. Coline Mattel se montre plus convaincante que la veille, ainsi que Julia Clair, Julia Kykkänen et Evelyn Insam,.
Le lundi 10, à la veille du premier concours olympique des filles, Takanashi et Iraschko sont plus fortes que jamais. C'est Helena Olsson Smeby qui se montre parmi leurs plus solides adversaires, avec Carina Vogt, Maja Vtič, Julia Kykkänen, Evelyn Insam le jour de ses 20 ans, Bigna Windmueller et Taylor Henrich,.
Durant ces jours d'entraînement, Irina Avvakumova saute en dessous des attentes de cet espoir russe,.
Hélas pour elles les sauteuses allemandes sont confrontées à des problèmes de santé : Ulrike Graessler était souffrante le samedi 8, et la participation au concours de Gianina Ernst est incertaine.
Derrière les favorites Sara Takanashi et Daniela Iraschko au coude-à-coude, ce sont une dizaine de sauteuses qui semble capables de prendre une médaille olympique.

## Déroulement de l'épreuve

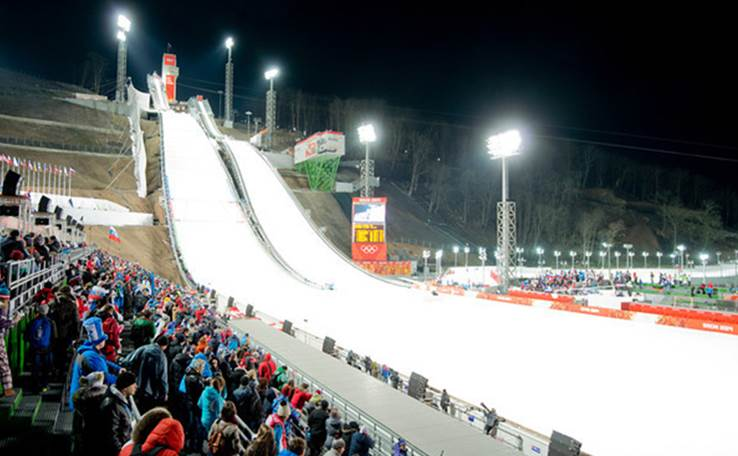
Les tremplins RusSki Gorki, pendant les Jeux de 2014

Il n'y a pas d'épreuve de qualification, les sauteuses admises à la participation à cette toute première épreuve olympique de saut à ski sont au nombre de trente.

### Saut d'essai
Lors du saut d'essai, les trois favorites sautent avec des performances attendues : Takanashi, puis Iraschko, puis Vogt ; ensuite, la quatrième Mattel se montre plus offensive que jamais, rejoignant les trois autres au-delà de la marque des 100 mètres. Sarah Hendrickson, avec un élan réduit de deux barres à la demande de son entraîneur, fait sensation avec une longueur de 97 mètres, la douzième parmi ses concurrentes lors de ce saut,.

### Première manche
À 21 h 30, la première manche du concours olympique voit s'affronter les trente sauteuses.
Le suspens est levé sur la capacité de Sarah Hendrickson à tenir sa place parmi les meilleures sauteuses, elle est mesurée à 94 mètres, et finira 19e de la manche. Elle est ensuite devancée par sa compatriote avec le dossard numéro 6 Lindsey Van (97 mètres, 11e de la manche), puis par le dossard 7 Atsuko Tanaka, et surtout par le dossard 8 Evelyn Insam, qui avec 98,5 mètres et 120,5 points reste en tête du concours jusqu'à ce que Coline Mattel s'élance avec le dossard 24, et soit mesurée à 99,5 mètres, obtenant la meilleure note des juges du concours avec 56 points, et marque 125,7 points. Ensuite, ni Maja Vtič, ni Yūki Itō, ni Irina Avvakumova ne peuvent dépasser Mattel. Daniela Iraschko dossard 28 non plus, bien que favorite, ses 98,5 mètres et 120,2 points ne lui assurant que la 5e place de la manche. Carina Vogt atteint 103 mètres, c'est le meilleur saut de la manche avec 126,8 points, devant Mattel et devant la grande favorite Sara Takanashi, seulement troisième avec 100 mètres tout rond,.
À l'issue de la première manche, les pronostics sont déjà déjoués, puisque la favorite Takanashi n'est que troisième, et Iraschko cinquième. Carina Vogt est en tête, elle devance Coline Mattel, mais de seulement 1,1 point, puis l'écart est de 1,6 avec Takanashi. Les quatrième, cinquième et sixième Insam, Iraschko et Vtič se tiennent en 0,4 points, à moins de 7 points de Vogt : ces six sauteuses semblent encore capables de prendre une médaille.

### Manche finale
L’ordre de départ du deuxième saut est à l’inverse du classement provisoire du premier saut ; la deuxième manche commence à 22 h 25.
Katja Požun améliore son classement, passant de la 17e à la 11e place, grâce à la 7e performance de cette deuxième manche. Maren Lundby également, avec un saut de 100 mètres et le deuxième total de notes des juges (derrière Mattel), remonte 5 places, fait le sixième saut de la manche et termine huitième du concours. Parmi les dix dernières à s'élancer, Yūki Itō  progresse de la 10e à la 7e place : son saut à 101 mètres pour 124,4 points est le deuxième de la manche, et même le troisième de tout le concours. Puis aucune des deux Canadiennes Tanaka et Henrich ne peuvent améliorer leur classement. Maja Vtič réalise le troisième saut, mais ce n'est pas suffisant pour améliorer son classement, elle reste 6e du concours olympique.
La bonne opération est faite par Daniela Iraschko : elle fait le meilleur saut de la manche à 104,5 mètres (plus grande longueur atteinte lors de ce concours), et passe alors en tête du concours se plaçant en position de remporter une médaille. Evelyn Insam confirme sa bonne place de quatrième en étant à nouveau quatrième. La favorite Sara Takanashi est en danger avec sa place provisoire de troisième ; elle saute bien en dessous de ses attentes, seulement 98,5 mètres, et ne marque que 50 modestes points de style : elle est neuvième de la manche, et alors qu'il reste deux sauteuses à s'élancer elle est deuxième derrière Iraschko. C'est le tour de Coline Mattel, elle aussi avec un saut bien modeste, huitième de la manche à 0,6 points devant Takanashi, elle s'empare de la deuxième place provisoire grâce à ses 55 points de style (meilleure note de la manche devant Maren Lundby) : elle est déjà assurée d'une médaille.
Carina Vogt est la dernière sauteuse à s'élancer, elle aussi est en deçà de son premier saut, elle doit attendre l'affichage des notes au tableau pour connaître sa place : il lui reste juste assez d'avance pour gagner la médaille d'or de ce tout premier concours olympique de saut à ski féminin. Daniela Iraschko-Stolz gagne la médaille d'argent grâce à sa remontée, et Coline Mattel remporte la médaille de bronze. La grande favorite Sara Takanashi à laquelle presque rien n'a échappé depuis un an échoue au pied du podium à la quatrième place.

## Résultat
| Rang                                | Dossard | Sauteuse               | Nationalité | Saut 1 (mètres) | Saut 1 points | Saut 1 Rang | Finale (mètres) | Finale points | Finale Rang | Points totaux |
| ----------------------------------- | ------- | ---------------------- | ----------- | --------------- | ------------- | ----------- | --------------- | ------------- | ----------- | ------------- |
| Médaille d'or, Jeux olympiques      | 29      | Carina Vogt            | Allemagne   | 103,0           | 126,8         | 1           | 97,5            | 120,6         | 5           | 247,4         |
| Médaille d'argent, Jeux olympiques  | 28      | Daniela Iraschko-Stolz | Autriche    | 98,5            | 120,2         | 5           | 104,5           | 126,0         | 1           | 246,2         |
| Médaille de bronze, Jeux olympiques | 24      | Coline Mattel          | France      | 99,5            | 125,7         | 2           | 97,5            | 119,5         | 8           | 245,2         |
| 4                                   | 30      | Sara Takanashi         | Japon       | 100,0           | 124,1         | 3           | 98,5            | 118,9         | 9           | 243,0         |
| 5                                   | 8       | Evelyn Insam           | Italie      | 98,5            | 120,5         | 4           | 99,0            | 121,7         | 4           | 242,2         |
| 6                                   | 25      | Maja Vtič              | Slovénie    | 100,5           | 120,1         | 6           | 100,5           | 121,8         | 3           | 241,9         |
| 7                                   | 26      | Yūki Itō               | Japon       | 97,5            | 117,4         | 10          | 101,0           | 124,4         | 2           | 241,8         |
| 8                                   | 23      | Maren Lundby           | Norvège     | 97,0            | 115,5         | 13          | 100,0           | 120,0         | 6           | 235,5         |
| 9                                   | 18      | Line Jahr              | Norvège     | 97,5            | 117,7         | 9           | 98,5            | 116,9         | 11          | 234,6         |
| 10                                  | 15      | Jessica Jerome         | États-Unis  | 97,0            | 116,3         | 12          | 99,0            | 117,8         | 10          | 234,1         |
| 11                                  | 14      | Katja Požun            | Slovénie    | 96,5            | 113,9         | 17          | 99,5            | 119,7         | 7           | 233,6         |
| 12                                  | 7       | Atsuko Tanaka          | Canada      | 97,5            | 117,8         | 8           | 95,0            | 113,5         | 12          | 231,3         |
| 13                                  | 11      | Taylor Henrich         | Canada      | 97,5            | 118,2         | 7           | 96,0            | 112,2         | 14          | 230,4         |
| 14                                  | 20      | Helena Olsson Smeby    | Norvège     | 98,5            | 115,0         | 15          | 98,0            | 113,3         | 13          | 228,3         |
| 15                                  | 6       | Lindsey Van            | États-Unis  | 97,0            | 116,4         | 11          | 94,5            | 110,8         | 15          | 227,2         |
| 16                                  | 27      | Irina Avvakumova       | Russie      | 98,5            | 114,4         | 16          | 94,5            | 107,8         | 19          | 222,2         |
| 17                                  | 22      | Julia Kykkänen         | Finlande    | 95,5            | 115,1         | 14          | 93,5            | 106,4         | 20          | 221,5         |
| 18                                  | 13      | Bigna Windmüller       | Suisse      | 96,0            | 112,3         | 20          | 96,0            | 108,4         | 18          | 220,7         |
| 19                                  | 12      | Julia Clair            | France      | 95,5            | 113,8         | 18          | 91,5            | 104,7         | 22          | 218,5         |
| 20                                  | 3       | Léa Lemare             | France      | 93,0            | 107,9         | 22          | 93,0            | 110,2         | 16          | 218,1         |
| 21                                  | 1       | Sarah Hendrickson      | États-Unis  | 94,0            | 112,4         | 19          | 91,5            | 105,2         | 21          | 217,6         |
| 22                                  | 16      | Ulrike Grässler        | Allemagne   | 94.0            | 110,5         | 21          | 91,5            | 104,4         | 24          | 214,9         |
| 23                                  | 21      | Katharina Althaus      | Allemagne   | 90,5            | 103,2         | 24          | 92,5            | 108,6         | 17          | 211,8         |
| 24                                  | 5       | Gyda Enger             | Norvège     | 93,0            | 105,8         | 23          | 91,5            | 103,9         | 25          | 209,7         |
| 25                                  | 4       | Chiara Hölzl           | Autriche    | 92,0            | 102,5         | 25          | 96,0            | 104,6         | 23          | 207,1         |
| 26                                  | 9       | Špela Rogelj           | Slovénie    | 91,5            | 102,0         | 26          | 86,5            | 97,6          | 27          | 199,6         |
| 27                                  | 19      | Eva Logar              | Slovénie    | 90,0            | 100,1         | 28          | 88,0            | 99,0          | 26          | 199,1         |
| 28                                  | 17      | Gianina Ernst          | Allemagne   | 90,5            | 100,3         | 27          | 87,5            | 92,4          | 29          | 192,7         |
| 29                                  | 10      | Elena Runggaldier      | Italie      | 85,0            | 86,2          | 29          | 88,0            | 93,4          | 28          | 179,6         |
| 30                                  | 2       | Yurina Yamada          | Japon       | 78,0            | 73,3          | 30          | 64,5            | 42,4          | 30          | 115,7         |